# فرودگاه پتی ژان پارک
فرودگاه پتی ژان پارک (به انگلیسی: Petit Jean Park Airport) یک فرودگاه همگانی بهره‌برداری هوایی با کد یاتا MPJ است که یک باند فرود آسفالت دارد و طول باند آن ۱۷۸۴ متر است. این فرودگاه در کشور ایالات متحده آمریکا قرار دارد و در ارتفاع ۲۸۱ متری از سطح دریا واقع شده است.